# 사디아테스
사디아테스(Sadyattes)는 아르디스의 아들로 리디아의 왕(BC 624 ~ BC 610)이었다. 그는 그의 아들 알리아테스 2세의 왕위를 계승받았다. 그는 키악사레스, 메데스와 함께 킴메르에 대항해 싸워 그를 아시아에서 몰아내고 스미르나를 획득하였다. 스미르나는 콜로폰에서 온 식민주의자에 의해 창건되었다. 그는 클라조메나에와 밀레투스로 또다시 침략 전쟁을 벌였다.